# Setina insignata
Setina insignata là một loài bướm đêm thuộc phân họ Arctiinae, họ Erebidae.